# Ivo Dekanović
Ivo Dekanović (Zagreb, 12. ožujka 1931.), esejist, književni kritičar i prevoditelj.

## Životopis
Pučku školu pohađa u Valpovu i Vukovaru, nižu gimnaziju u Vukovaru, a višu u Osijeku. Godine 1956. diplomira na Pravnom fakultetu u Zagrebu. 
Uz pjesme objavljuje rasprave, kritičke prikaze, eseje i komparatističke studije. Prevodi s francuskog i engleskog jezika.

## Djela
- I poslije toliko stoljeća
- Zatorno očitovanje
- Iz nužde i nedužnosti
- Otkrivanje postojbine

## Vanjske poveznice
- http://www.matica.hr/www/wwwizd2.nsf/AllWebDocs/dekanovic  Arhivirana inačica izvorne stranice od 22. kolovoza 2007. (Wayback Machine)